# Parafia wojskowa św. Wojciecha w Szczecinie
Parafia wojskowa pw. Świętego Wojciecha w Szczecinie - rzymskokatolicka parafia należąca do dekanatu Wojsk Lądowych, Ordynariatu Polowego Wojska Polskiego (do roku 2012 parafia należała do Pomorskiego Dekanatu Wojskowego). Obsługiwana przez księży kapelanów wojskowych.  Proboszczem parafii jest ks. kan. mjr dr Stanisław Pawłowski. Erygowana 21 stycznia 1993. Mieści się przy Placu Zwycięstwa.